# Keranjingan
Keranjingan is een bestuurslaag in het regentschap Jember van de provincie Oost-Java, Indonesië. Keranjingan telt 14.009 inwoners (volkstelling 2010).